# Miroslava (prénom)
Pour les articles homonymes, voir Miroslava.
Miroslava est un prénom féminin tchèque provenant de Miroslav et signifiant tranquille ou célébration de la paix.

## Prénom
- Miroslava Jánošíková (en) (née en 1969), judoka olympique tchécoslovaque
- Miroslava Jaškovská (née en 1955), fondeuse tchèque
- Miroslava Kijaková (née en 1988), joueuse slovaque de volley-ball
- Miroslava Knapková (née en 1980), rameuse tchèque
- Miroslava Kuciaková (née en 1989), joueuse slovaque de volley-ball
- Miroslava Němcová (née en 1952), femme politique tchèque
- Miroslava Stern (1925/26-1955), actrice mexicano-tchécoslovaque
- Miroslava Vavrinec (née en 1978), joueuse suisse de tennis

## Référence
1. ↑  (fr) La Signification du Prénom - Prénom Miroslava
2. ↑  (fr) La Signification du Prénom - Prénom Miroslav